# Кубок Наследного принца Катара 2009
Кубок Наследного принца Катара 2009 года — 15-й розыгрыш Кубка Наследного принца Катара, проходивший с 28 апреля по 1 мая. В соревновании приняли участие 4 лучшие команды Катара по итогам Лиги звёзд Катара 2008/2009.

## Участники
- Аль-Гарафа : чемпион Лиги звёзд Катара 2008/2009
- Ас-Садд : 2-е место в Лиге звёзд Катара 2008/2009
- Эр-Райян : 3-е место в Лиге звёзд Катара 2008/2009
- Катар СК : 4-е место в Лиге звёзд Катара 2008/2009

## Детали матчей

### 1/2 финала
| Аль-Гарафа                     | 1 – 2 Доп. время | Катар СК                               |
| ------------------------------ | ---------------- | -------------------------------------- |
| Араужо 46′ · Касем Бурхан 115' |                  | Марсиньо 14′ · Рожер Галера Флорес 97′ |

| Ас-Садд | 0 – 3 | Эр-Райян                                                 |
| ------- | ----- | -------------------------------------------------------- |
|         |       | Амара Диане 54′ (пен.) · Рикардиньо 57′ · Адель Лами 89′ |

### Финал
| Катар СК | 0 – 0 | Эр-Райян |
| -------- | ----- | -------- |
|          |       |          |
| Пенальти |       |          |
|          | 4 – 2 |          |

| Кубок Наследного принца Катара Победитель 2009 |
| ---------------------------------------------- |
| Катар СК 3-й титул                             |